# Verena Lueken

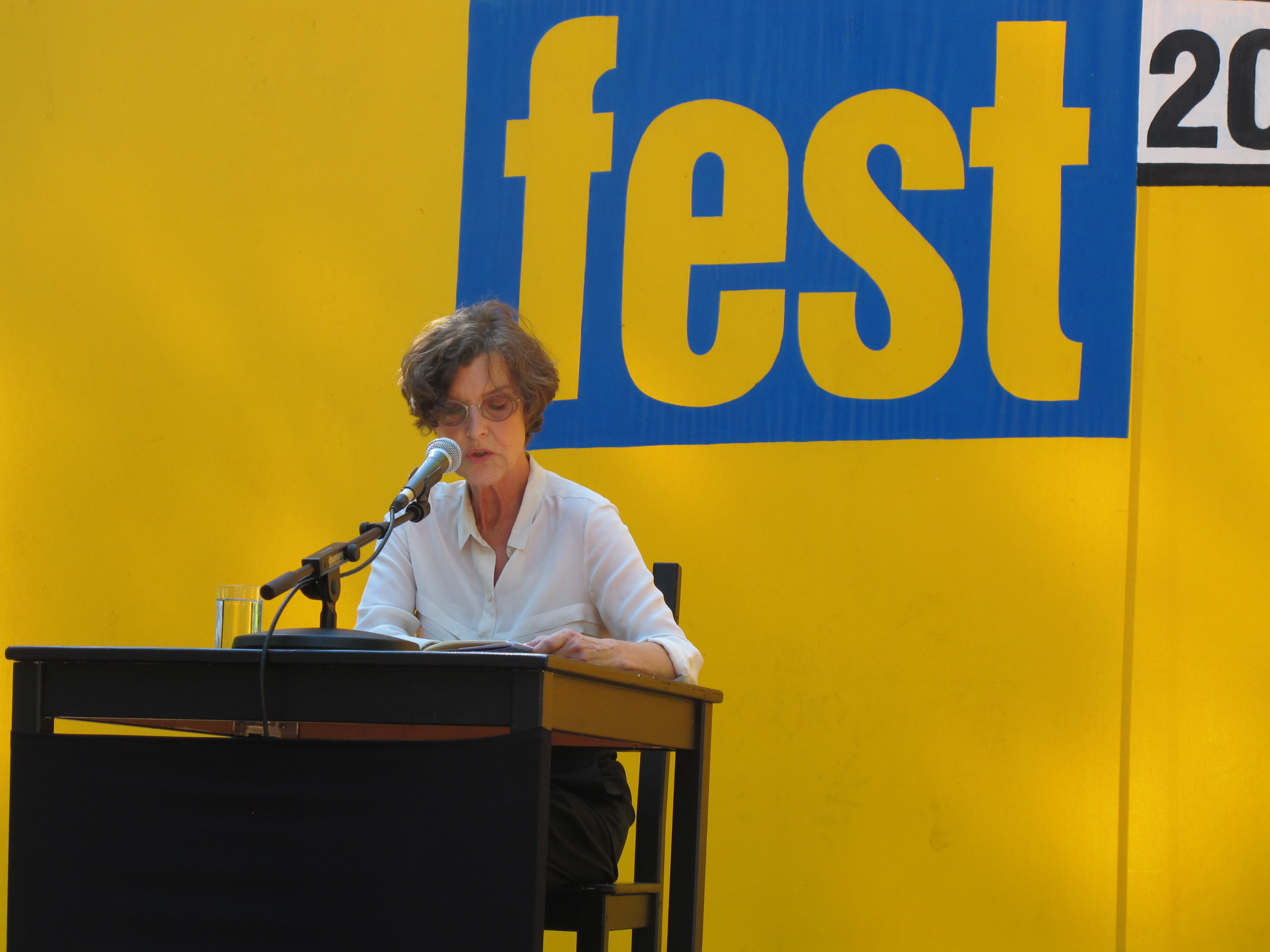
Verena Lueken auf dem Erlanger Poetenfest 2015

Verena Lueken (* Mai 1955 in Frankfurt am Main) ist eine deutsche Journalistin, Filmkritikerin und Schriftstellerin.

## Karriere
Lueken studierte Tanz, Soziologie, Germanistik und Filmwissenschaft in Frankfurt, Philadelphia und New York. Seit 1989 arbeitet sie bei der Frankfurter Allgemeinen Zeitung als Film- und Literaturkritikerin, zuerst als freie Mitarbeiterin und seit 1992 als Redakteurin. Von 1995 bis 2003 berichtete sie für die F.A.Z als Kulturkorrespondentin aus New York. Seit 2003 arbeitet sie wieder in der Frankfurter Redaktion. Nach mehreren Sachbüchern veröffentlichte Lueken 2015 ihren ersten autobiographisch geprägten Roman „Alles zählt“ bei Kiepenheuer & Witsch, dem 2018 „Anderswo“, ebenfalls bei Kiepenheuer und Witsch, folgte.
2016 nahm Lueken an der BBC-Wahl zu den 100 bedeutendsten Filmen des 21. Jahrhunderts teil und wählte In the Mood for Love (2000) von Wong Kar-Wai auf den ersten Platz.

## Werke
- 1995: Kinoerzählungen (Hrsg.)
- 2003: New York. Reportage aus einer alten Stadt
- 2005, 2010, 2018: Gebrauchsanweisung für New York
- 2015: Alles zählt (Roman)[6][7]
- 2018: Anderswo (Roman)

## Auszeichnungen
- 1992: Internationaler Publizistikpreis[1]
- 2019: Michael-Althen-Preis für Kritik[8]